# L'ultimo guappo
L'ultimo guappo è un film italiano del 1978 diretto da Alfonso Brescia.

## Trama
Francesco Aliprandi, un noto capo guappo, si scontra con il rivale Pasquale Roncilio che è tornato a Napoli dopo un periodo d'assenza accampando diritti per una spartizione di interesse, ma Francesco lo insulta e reagisce con una secchiata d'acqua. Allora Roncilio decide di sfidarlo a duello la sera stessa, ma Francesco non si presenta per un voto fatto alla Madonna a seguito di un incidente stradale che ha coinvolto suo figlio Roberto, lasciando libero l'avversario nella trattoria mentre sta cenando, e Roncilio lo "ringrazia" gettandogli un bicchiere di vino in faccia. Alcuni anni dopo Francesco festeggia il diploma di ragioneria che suo figlio Roberto ha ottenuto studiando duramente. Però il ragazzo, innamorato di Ninfarosa, l'attrice che lavora nella compagnia di Giovanni, il fratello di Francesco, all'insaputa del padre, si fa assumere come contabile proprio da Roncilio che gli offre un ottimo stipendio, pur sapendo di avere in mano la contabilità di affari illeciti. Quando Roberto scopre che Ninfarosa è l'amante del suo datore di lavoro, si reca da quest'ultimo minacciandolo di raccontare tutto alla polizia. Roncilio incarica il suo scagnozzo Salvatore di tendere una trappola a Roberto, conducendolo in alto mare con il motoscafo per farlo fuori. Francesco, avvertito da Ninfarosa del pericolo che sta correndo Roberto, accorre per salvarlo ma è troppo tardi, infatti Salvatore lo ha accoltellato mortalmente, facendolo morire sotto gli occhi del padre. Francesco, per vendicarsi si reca in un locale dove Roncilio e la sua compagnia stanno festeggiando portando con sé il cadavere del figlio, e spara uccidendo Roncilio e il suo scagnozzo. Ferito e braccato dalla polizia, il suo assistente Nicolino lo fa fuggire a bordo di una nave islandese che lo porterà in Islanda.

## Produzione
Questo è il secondo dei cinque film in cui Mario Merola è doppiato, sempre da Giuseppe Rinaldi.

## Colonna sonora
Nella colonna sonora compare la canzone Vuto 'e guappo.